# أنتي آلتو
أنتي آلتو (بالفنلندية: Antti Aalto)‏ هو متزلج قفز فنلندي، ولد في 2 أبريل 1995 في كايتي في فنلندا.

## وصلات خارجية
- أنتي آلتو على موقع الاتحاد الدولي للتزلج (القفز التزلجي) (الإنجليزية)
- أنتي آلتو على موقع اللجنة الأولمبية الدولية (الإنجليزية)
- أنتي آلتو على موقع أوليمبيديا (الإنجليزية)